# Langue de glace Nordenskjöld
La langue de glace Nordenskjöld est un glacier de l'Antarctique. Formant un prolongement du glacier Mawson, elle se jette dans la mer de Ross.
Découvert par l'expédition Discovery (1901-1904), son nom est un hommage à l'explorateur Otto Nordenskjöld.

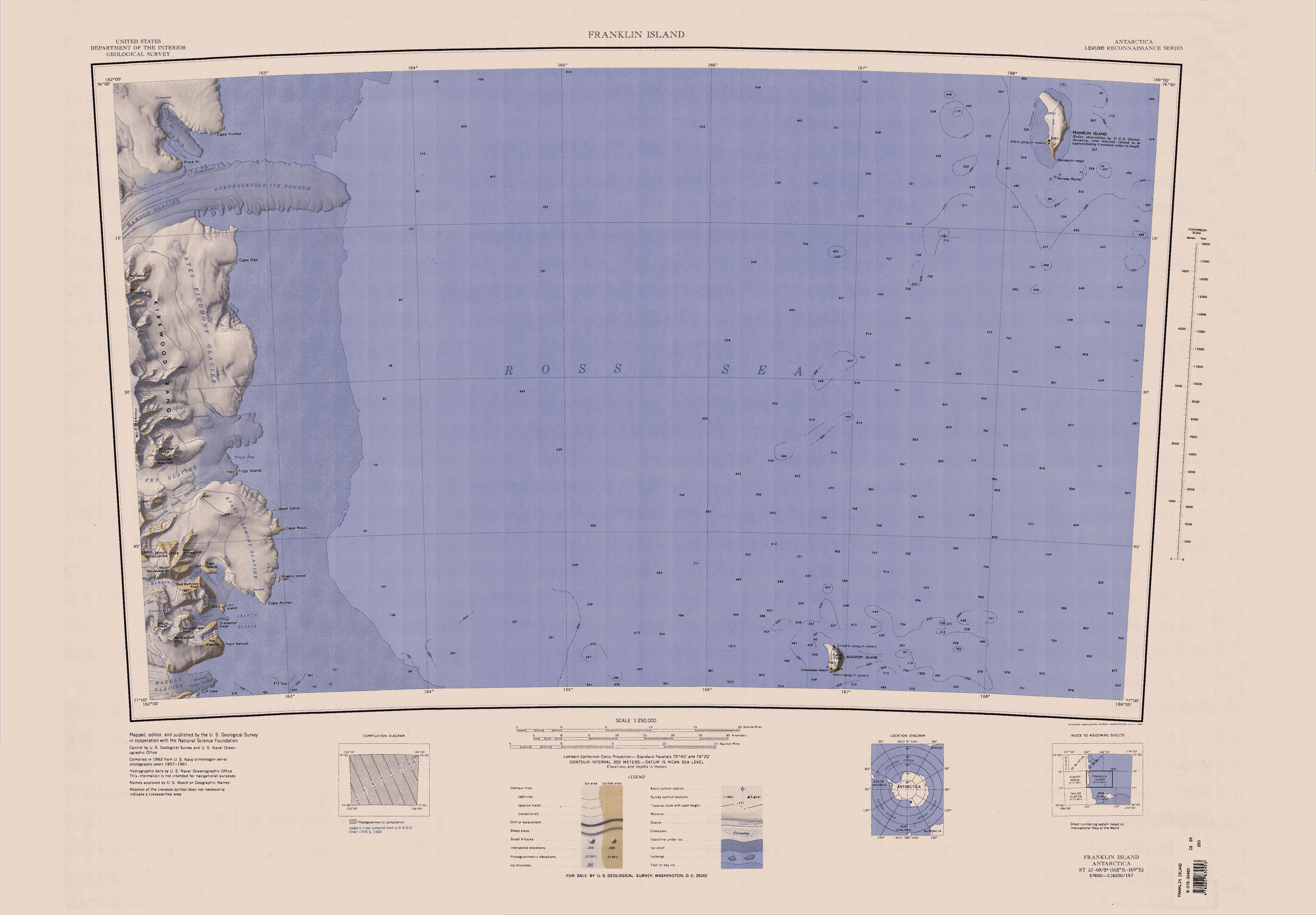
Le glacier Mawson et la langue de glace Nordenskjöld visible sur une carte topographique d'une partie de la côte de Scott.